# Metallyra wladimirii
Metallyra wladimirii là một loài bọ cánh cứng trong họ Cerambycidae.